# Takuya Iwanami
Takuya Iwanami (født 18. juni 1994) er en japansk fodboldspiller. Han var en del af den japanske trup ved Sommer-OL 2016.